# ᅇ
ᅇ(표준어: 쌍이응)은 한글 낱자 ㅇ을 겹쳐 놓은 것이다. 특별한 소릿값은 없었고 단지 뜻을 구별하는 용도였으리라 추정되며, 만일 음가가 있었다면 다만 긴장된 y음을 나타냈던 것으로 추정된다.
15세기 한국어에서 매우 제한적인 환경에서만 쓰이다가 16세기에 없어졌는데, 현재 한국어의 '얽매이다'의 '이', '메우다'의 '우'에 해당하는 곳에 쓰였다. 실제로 15세기 문헌에도 ㅇ과 혼용하며 쓰이고 있다.

## 코드 값
| 종류                  | 종류           | 글자   | 유니코드 | HTML     |
| --------------------- | -------------- | ------ | -------- | -------- |
| 한글 호환 자모        | 한글 호환 자모 | (없음) | (없음)   | (없음)   |
| 한글 자모 영역        | 첫소리         | ᅇᅠ     | U+1147   | &#4423;  |
| 한글 자모 영역        | 끝소리         | (없음) | (없음)   | (없음)   |
| 한양 사용자 정의 영역 | 첫소리         |     | U+F7E1   | &#63457; |
| 한양 사용자 정의 영역 | 끝소리         |     | U+F8DD   | &#63709; |
| 반각                  | 반각           | (없음) | (없음)   | (없음)   |

## 같이 보기
- 유동닉